# Чили кон карне
Чи́ли кон ка́рне (исп. chili con carne), также известно просто как чили — блюдо мексиканско-техасской кухни. Название взято из испанского языка и означает буквально «чили с мясом».
Основными компонентами являются острый перец и измельчённое мясо, все остальные ингредиенты добавляют в зависимости от региона или личных вкусовых предпочтений. Мясо может быть порезано кубиками или в виде фарша, также можно использовать различные сорта мяса (традиционно — говядина) или их сочетание. Наиболее частыми дополнительными ингредиентами являются репчатый лук, чеснок, томаты, сладкий перец и фасоль, хотя по поводу последней ведутся споры, так как техасская разновидность блюда готовится без фасоли. Иногда незадолго до конца готовки в чили кон карне кладут немного сахара, мёда или шоколада/какао. В качестве приправ чаще всего используют орегано, зиру и чёрный перец, реже кориандр, лавровый лист.
Существуют также вегетарианские рецепты блюда, их называют chili sin carne или chili non carne (букв. чили без мяса). При этом мясо заменяют соевым мясом, тофу, фасолью. Иногда используют баклажаны, тыкву или цуккини.
Готовое блюдо подают с белым рисом, чипсами начос или тортильями, или просто в качестве густого супа. Иногда его сервируют тёртым сыром, зеленью или сметаной.